# FC Boulder Harpos
O FC Boulder Harpos, anteriormente conhecido como Harpo's FC, é um clube americano de futebol com sede em Boulder, Colorado, que joga na United States Specialty Sports Association . A equipe, fundada por ex-alunos da Universidade do Colorado, ganhou 11 troféus desde 2012, incluindo o Breckenridge Tournament, CASL, PASL Rocky Mountain Division, USSSA Colorado State Cup e Vail Invitational Tournaments.

## História
O clube chegou à segunda rodada da Lamar Hunt U.S. Open Cup de 2015, derrotando o BYU Cougars nos pênaltis por 4-2 na primeira rodada. A equipe perdeu para o Colorado Springs Switchbacks por 2 a 1 no segundo turno.
Em 2016, o Harpo's chegou novamente à segunda rodada da Lamar Hunt U.S. Open Cup, vencendo o Albuquerque Sol FC por 2-0 na primeira rodada. Na segunda fase, o HFC perdeu para o Colorado Springs Switchbacks por 1-0.
Em meados de 2019, o clube firmou parceria com outra equipe local, o FC Boulder, e começou a incorporar sua marca na programação e no logotipo da antiga. No final daquele ano, o recém-nomeado "FC Boulder Harpos" participou do torneio de Qualificação da U.S. Open Cup em 2020 . Em novembro, o time venceu sua terceira rodada do jogo contra o Colorado Rovers SC para se classificar para o torneio final .

## Estatísticas

### Participações
|  | Participações em 2020 |

| Competição     | Competição               | Temporadas | Melhor campanha        | Estreia | Última | P | R |
| Estados Unidos | Lamar Hunt U.S. Open Cup | 3          | Segunda Fase (2 vezes) | 2016    | 2020   |   | – |